# Georgia en los Juegos Europeos de Bakú 2015
Georgia participó en los Juegos Europeos de Bakú 2015 con una delegación de 105 deportistas. Responsable del equipo nacional fue el Comité Olímpico Nacional Georgiano, así como las federaciones deportivas nacionales de cada deporte con participación.
El portador de la bandera en la ceremonia de apertura fue el luchador Zurab Datunashvili.

## Medallistas
El equipo de Georgia obtuvo las siguientes medallas:
| Nombre | Deporte          | Competición  |
| --- | ---------------- | ------------ |
| Oro |                  |              |
| Avtandil Chrikishvili | Judo             | –81 kg M     |
| Adam Okruashvili | Judo             | +100 kg M    |
| Plata |                  |              |
| Nugzar Tatalashvili | Judo             | –73 kg M     |
| Varlam Liparteliani | Judo             | –90 kg M     |
| Avtandil Chrikishvili Beka Gviniashvili Varlam Liparteliani Ushangui Marguiani Levan Matiashvili Adam Okruashvili Amiran Papinashvili Lasha Shavdatuashvili Nugzar Tatalashvili | Judo             | Equipo M     |
| Elizbar Odikadze | Lucha libre      | 97 kg M      |
| Beka Lomtadze | Lucha libre      | 61 kg M      |
| Jatuna Narimanidze Lasha Pjakadze | Tiro con arco    | Equipo mixto |
| Bronce |                  |              |
| Salome Pazhava | Gimnasia rítmica | Cinta F      |
| Amiran Papinashvili | Judo             | –60 kg M     |
| Dzhumber Kvelashvili | Lucha libre      | 74 kg M      |
| Sandro Aminashvili | Lucha libre      | 86 kg M      |
| Gueno Petriashvili | Lucha libre      | 125 kg M     |
| Vajtangui Chidrashvili | Sambo            | –57 kg M     |
| Kaja Mamulashvili | Sambo            | –74 kg M     |
| Davit Karbelashvili | Sambo            | –90 kg M     |